# Notker le Physicien
Pour les articles homonymes, voir Notker.
Notker le Physicien (Notker Physicus, ✝972, physicus au sens de médecin), également surnommé piperis granum (grain de poivre) en raison de sa sévérité pour la discipline monastique, était un moine de l'abbaye de Saint-Gall, par ailleurs peintre, musicien et poète. Peu d'éléments de sa vie sont connus, hormis qu'il devint cellarius en 956 ou 957, et hospitarius en 965.
L'abbé Ekkehard IV loue plusieurs de ses peintures, et mentionne des antiennes et des hymnes de sa composition (notamment l'hymne Rector aeterni metuende secli).
On assimile en général Notker à Notker le Notaire qui obtint une importante considération à la cour d'Otton Ier pour ses connaissances en médecine, et fut célébré par Ekkehard pour sa connaissance de la littérature médicale. En 940 ce Notker écrivit à Quedlinbourg la confirmation de l'immunité de Saint-Gall, en accord avec la faveur des Ottoniens envers le moine, par exemple lors de la visite à Saint-Gall en 972 .